# Карбала
Карбала (арап. كربلاء) је град у Ираку. Налази се око 100 km југозападно од Багдада и неколико миља источно од језера Милх, такође познатог као Разаза језеро. Главни град је истоимене покрајине Карбала. Град, најпознатији као локација битке код Карбале 680. године нове ере, или по светиштима Хусеина и Абаса, сматра се светим градом за шиитске муслимане. Десетине милиона шиитских муслимана посећују ово место два пута годишње. Мучеништво Хусеина ибн 'Алија и Абаса ибн 'Алија сваке године обележава скоро сто милиона шиита у граду.

## Историја

### Битка код Карбале
Битка код Карбале вођена је у пустињама на путу за Куфу 10. октобра 680. нове ере. И Хусеина ибн Алија и његовог брата Абаса ибн Алија сахранило је локално племе Бани Асад. Сама битка се догодила као резултат Хусеиновог одбијања Јазидовог захтева за оданост његовом калифату. Гувернер Куфана, Убајдалах ибн Зијад, послао је тридесет хиљада коњаника против Хусеина. Хусеин није имао војску, био је са својом породицом и неколико пријатеља који су им се придружили, тако да је било око 73 мушкарца, укључујући шестомесечног Али Ашхара, сина имама Хусеина. Многи Хусеинови следбеници, укључујући све његове синове и нећаке, су убијени. Град је почео као гробница и светилиште и растао је да би задовољио потребе ходочасника.

### 18. век до данас
Као и Наџаф, град је патио од велике несташице воде која је решена тек почетком 18. века изградњом бране на врху канала Хусеинија. Године 1737. град је заменио Исфахан у Ирану као главни центар шиитских учења. Средином осамнаестог века учењем је доминирао декан науке, Јусуф Ал Бахрани, кључни заговорник акбаријске традиције шиитске мисли, све док није умро 1772.
Вехабијска пљачка Карбале догодила се 21. априла 1802. (1801), под влашћу Абдул-Азиза бин Мухамеда, другог владара Прве саудијске државе, када је 12.000 вехабија муслимана из Наџда напало град Кербелу. Напад се поклопио са годишњицом догађаја Гхадир Кхум, или 10. Мухарама. Ова борба је оставила 3.000-5.000 мртвих, а купола гробнице Хусеина ибн Алија је уништена. Борба је трајала 8 сати.
Након прве инвазије саудијске државе, град је уживао полуаутономију током отоманске владавине. Да би поново потврдила своју власт, отоманска војска је опсадила град. 13. јануара 1843. године османске трупе су ушле у град. Многи градски челници су побегли препустивши одбрану града углавном трговцима. Око 3.000 Арапа је убијено у граду, а још 2.000 ван зидина (око 15% нормалног становништва града). Турци су изгубили 400 људи. Ово је подстакло многе студенте и научнике да се преселе у Наџаф, који је постао главни шиитски верски центар.
Године 1915. Карбала је била поприште устанка против Османског царства.
Године 1928. изведен је важан пројекат дренаже како би се град ослободио нездравих мочвара, формираних између Хусаиније и канала Бани Хасан на Еуфрату.
2003. године, након америчке инвазије, градско веће Карбале покушало је да изабере потпуковника Корпуса маринаца Сједињених Држава Метјуа Лопеза за градоначелника. Наводно зато да његови маринци, извођачи и фондови не могу да оду.
Дана 14. априла 2007, ауто бомба је експлодирала на око 180 м од храма Хусеина, убивши 47 и ранивши преко 150 особа.

## Клима
| Клима Karbala (1991-2020)                                               | Клима Karbala (1991-2020) | Клима Karbala (1991-2020) | Клима Karbala (1991-2020) | Клима Karbala (1991-2020) | Клима Karbala (1991-2020) | Клима Karbala (1991-2020) | Клима Karbala (1991-2020) | Клима Karbala (1991-2020) | Клима Karbala (1991-2020) | Клима Karbala (1991-2020) | Клима Karbala (1991-2020) | Клима Karbala (1991-2020) | Клима Karbala (1991-2020) |
| Показатељ \ Месец                                                       | .Јан.                     | .Феб.                     | .Мар.                     | .Апр.                     | .Мај.                     | .Јун.                     | .Јул.                     | .Авг.                     | .Сеп.                     | .Окт.                     | .Нов.                     | .Дец.                     | .Год.                     |
| ----------------------------------------------------------------------- | ------------------------- | ------------------------- | ------------------------- | ------------------------- | ------------------------- | ------------------------- | ------------------------- | ------------------------- | ------------------------- | ------------------------- | ------------------------- | ------------------------- | ------------------------- |
| Максимум, °C (°F)                                                       | 16,6 (61,9)               | 19,5 (67,1)               | 24,6 (76,3)               | 31,3 (88,3)               | 37,6 (99,7)               | 42,4 (108,3)              | 44,7 (112,5)              | 44,7 (112,5)              | 40,9 (105,6)              | 34,2 (93,6)               | 24,1 (75,4)               | 18,3 (64,9)               | 31,58 (88,84)             |
| Просек, °C (°F)                                                         | 10,6 (51,1)               | 12,9 (55,2)               | 17,4 (63,3)               | 23,9 (75)                 | 29,7 (85,5)               | 33,9 (93)                 | 36,4 (97,5)               | 35,9 (96,6)               | 32,3 (90,1)               | 26,2 (79,2)               | 17,7 (63,9)               | 12,3 (54,1)               | 24,1 (75,38)              |
| Минимум, °C (°F)                                                        | 6,0 (42,8)                | 8,0 (46,4)                | 12,1 (53,8)               | 17,9 (64,2)               | 23,5 (74,3)               | 27,6 (81,7)               | 29,8 (85,6)               | 29,3 (84,7)               | 25,6 (78,1)               | 20,1 (68,2)               | 12,1 (53,8)               | 7,4 (45,3)                | 18,28 (64,91)             |
| Количина падавина, mm (in)                                              | 17,6 (0,693)              | 14,5 (0,571)              | 14,1 (0,555)              | 11,9 (0,469)              | 2,4 (0,094)               | 0,0 (0)                   | 0,0 (0)                   | 0,0 (0)                   | 0,3 (0,012)               | 4,1 (0,161)               | 14,8 (0,583)              | 13,8 (0,543)              | 93,5 (3,681)              |
| Дани са падавинама                                                      | 7                         | 5                         | 6                         | 5                         | 3                         | 0                         | 0                         | 0                         | 0                         | 4                         | 5                         | 7                         | 42                        |
| Релативна влажност, %                                                   | 72,1                      | 60,7                      | 49,8                      | 42,5                      | 34,1                      | 28,2                      | 28,6                      | 30,2                      | 34,9                      | 44,7                      | 61,5                      | 70,5                      | 46,48                     |
| Извор: World Meteorological Organisation (precipitation days 1976-2008) |                           |                           |                           |                           |                           |                           |                           |                           |                           |                           |                           |                           |                           |

## Религијски туризам
Карбала се, поред Наџафа, сматра напредном туристичком дестинацијом за шиитске муслимане, а туристичка делатност у граду је доживела процват након краја владавине Садама Хусеина. Неке атракције верског туризма укључују:
- Ал Абас џамија
- Светиште Имама Хусеина
- Еуфрат
- Рушевине Муџаде, око 40 км западно од града[27][28]

## Инфраструктура

### Аеродроми
Аеродроми у Карбали укључују:
- Североисточни аеродром Карбала[30]
- Међународни аеродром Карбала[31] (налази се југоисточно од Карбале)

### Међуградски систем брзе железнице
У фебруару 2024. године, Ирачка национална инвестициона комисија представила је пројекат изградње међуградске пруге за велике брзине која повезује градове Карбалу и Наџаф. Када се заврши, предвиђено је да прими до 25.000 путника на сат.